# Sevilla Fútbol Club 2024-2025
Questa voce raccoglie le informazioni riguardanti il Sevilla Fútbol Club nelle competizioni ufficiali della stagione 2024-2025.

## Maglie e sponsor
|  | Casa | Trasferta | Terza maglia |

## Rosa
Rosa e numerazione aggiornate al 2 febbraio 2025. 
| N. |                      | Ruolo | Calciatore           |
| -- | -------------------- | ----- | -------------------- |
| 1  | Spagna (bandiera)    | P     | Álvaro Fernández     |
| 3  | Spagna (bandiera)    | D     | Adrià Pedrosa        |
| 4  | Spagna (bandiera)    | D     | Kike Salas           |
| 5  | Argentina (bandiera) | A     | Lucas Ocampos        |
| 5  | Svizzera (bandiera)  | A     | Ruben Vargas         |
| 6  | Serbia (bandiera)    | C     | Nemanja Gudelj       |
| 7  | Spagna (bandiera)    | A     | Isaac Romero         |
| 8  | Spagna (bandiera)    | C     | Joan Jordán          |
| 8  | Spagna (bandiera)    | C     | Pedro Ortiz          |
| 9  | Nigeria (bandiera)   | A     | Kelechi Iheanacho    |
| 10 | Spagna (bandiera)    | A     | Suso                 |
| 11 | Belgio (bandiera)    | A     | Dodi Lukebakio       |
| 12 | Belgio (bandiera)    | C     | Albert Sambi Lokonga |
| 13 | Norvegia (bandiera)  | P     | Ørjan Nyland         |
| 14 | Spagna (bandiera)    | A     | Peque                |
| 15 | Argentina (bandiera) | D     | Gonzalo Montiel      |

| N. |                       | Ruolo | Calciatore             |
| -- | --------------------- | ----- | ---------------------- |
| 15 | Nigeria (bandiera)    | A     | Akor Adams             |
| 16 | Spagna (bandiera)     | C     | Jesús Navas (capitano) |
| 17 | Spagna (bandiera)     | C     | Saúl Ñíguez            |
| 18 | Francia (bandiera)    | C     | Lucien Agoumé          |
| 19 | Argentina (bandiera)  | D     | Valentín Barco         |
| 20 | Svizzera (bandiera)   | C     | Djibril Sow            |
| 21 | Nigeria (bandiera)    | A     | Chidera Ejuke          |
| 22 | Francia (bandiera)    | D     | Loïc Badé              |
| 23 | Brasile (bandiera)    | D     | Marcão                 |
| 24 | Francia (bandiera)    | C     | Tanguy Nianzou         |
| 26 | Spagna (bandiera)     | A     | Juanlu                 |
| 27 | Belgio (bandiera)     | C     | Stanis Idumbo          |
| 28 | Spagna (bandiera)     | C     | Manu Bueno             |
| 32 | Spagna (bandiera)     | C     | José Ángel Carmona     |
| 42 | Spagna (bandiera)     | A     | Álvaro García Pascual  |
| 44 | Porto Rico (bandiera) | A     | Leandro Antonetti      |

## Calciomercato

### Sessione estiva
| Acquisti         | Acquisti             | Acquisti          | Acquisti                 |
| R.               | Nome                 | da                | Modalità                 |
| ---------------- | -------------------- | ----------------- | ------------------------ |
| C                | Lucien Agoumé        | Inter             | definitivo (4 milioni €) |
| A                | Peque                | Racing Santander  | definitivo (4 milioni €) |
| A                | Kelechi Iheanacho    | Leicester City    | gratuito                 |
| A                | Chidera Ejuke        | CSKA Mosca        | gratuito                 |
| P                | Álvaro Fernández     | Huesca            | gratuito                 |
| C                | Albert Sambi Lokonga | Arsenal           | gratuito                 |
| D                | Valentín Barco       | Brighton          | prestito                 |
| C                | Saúl Ñíguez          | Atlético Madrid   | prestito                 |
| Altre operazioni |                      |                   |                          |
| R.               | Nome                 | da                | Modalità                 |
| D                | Gonzalo Montiel      | Nottingham Forest | fine prestito            |
| D                | Ludwig Augustinsson  | Anderlecht        | fine prestito            |
| D                | Federico Gattoni     | Anderlecht        | fine prestito            |
| D                | José Ángel Carmona   | Getafe            | fine prestito            |
| C                | Thomas Delaney       | Anderlecht        | fine prestito            |
| C                | Óscar Rodríguez      | Getafe            | fine prestito            |
| A                | Luismi               | Tenerife          | fine prestito            |

| Cessioni         | Cessioni            | Cessioni       | Cessioni                    |
| R.               | Nome                | a              | Modalità                    |
| ---------------- | ------------------- | -------------- | --------------------------- |
| A                | Youssef En-Nesyri   | Fenerbahçe     | definitivo (19,5 milioni €) |
| A                | Lucas Ocampos       | Monterrey      | definitivo (7,25 milioni €) |
| D                | Marcos Acuña        | River Plate    | definitivo (1 milione €)    |
| A                | Luismi              | Tenerife       | definitivo (300 mila €)     |
| C                | Óliver Torres       | Monterrey      | svincolato                  |
| D                | Ludwig Augustinsson | Anderlecht     | gratuito                    |
| C                | Thomas Delaney      | Copenaghen     | gratuito                    |
| C                | Óscar Rodríguez     | Leganés        | gratuito                    |
| A                | Erik Lamela         | AEK Atene      | svincolato                  |
| P                | Marko Dmitrović     | Leganés        | gratuito                    |
| C                | Joan Jordán         | Alavés         | prestito                    |
| D                | Federico Gattoni    | River Plate    | prestito                    |
| A                | Rafa Mir            | Valencia       | prestito                    |
| A                | Adnan Januzaj       | Las Palmas     | prestito                    |
| D                | Sergio Ramos        |                | svincolato                  |
| A                | Mariano Díaz        |                | svincolato                  |
| Altre operazioni |                     |                |                             |
| R.               | Nome                | a              | Modalità                    |
| C                | Boubakary Soumaré   | Leicester City | fine prestito               |
| C                | Hannibal Mejbri     | Manchester Utd | fine prestito               |
| A                | Alejo Véliz         | Tottenham      | fine prestito               |
| C                | Lucien Agoumé       | Inter          | fine prestito               |

### Sessione invernale(dal 2/1 al 31/1)
| Acquisti         | Acquisti     | Acquisti    | Acquisti                   |
| R.               | Nome         | da          | Modalità                   |
| ---------------- | ------------ | ----------- | -------------------------- |
| A                | Akor Adams   | Montpellier | definitivo (5,5 milioni €) |
| A                | Ruben Vargas | Augusta     | definitivo (2,5 milioni €) |
| Altre operazioni |              |             |                            |
| R.               | Nome         | da          | Modalità                   |

| Cessioni         | Cessioni          | Cessioni      | Cessioni                   |
| R.               | Nome              | a             | Modalità                   |
| ---------------- | ----------------- | ------------- | -------------------------- |
| D                | Gonzalo Montiel   | River Plate   | definitivo (4,5 milioni €) |
| A                | Kelechi Iheanacho | Middlesbrough | prestito                   |
| D                | Valentín Barco    | Brighton      | fine prestito              |
| Altre operazioni |                   |               |                            |
| R.               | Nome              | da            | Modalità                   |

## Risultati

### Primera División

#### Girone di andata
| Arbitro: | Hernández Maeso |

|                                   |           |                                 |
| Nianzou 42’ (aut.) S. Ramírez 71’ | Marcatori | 25’ (aut.) Á. Suárez 61’ Juanlu |

| Arbitro: | De Mera Escuderos |

|                 |           |                           |
| Lukebakio 45+6’ | Marcatori | 2’ Danjuma 90+5’ A. Pérez |

| Palma de Maiorca 27 agosto 2024, ore 19:00 CEST 3ª giornata | Maiorca    | 0 – 0 referto | Siviglia | Visit Mallorca Estadi (20 470 spett.)\| Arbitro: \| Muñiz Ruiz \| |
| Arbitro:                                                    | Muñiz Ruiz |               |          |                                                                   |

| Arbitro: | Sánchez Martínez |

|  |           |                               |
|  | Marcatori | 41’ Martín 73’ (rig.) A. Ruiz |

| Arbitro: | Busquets Ferrer |

|                 |           |  |
| Jesús Navas 23’ | Marcatori |  |

| Arbitro: | Alberola Rojas |

|                           |           |               |
| Vicente 17’ C. Martín 60’ | Marcatori | 83’ Lukebakio |

| Arbitro: | Pulido Santana |

|                                |           |                |
| D. Torres 45’ (aut.) Ejuke 85’ | Marcatori | 56’ Kike Pérez |

| Arbitro: | Soto Grado |

|                |           |                      |
| Jauregizar 36’ | Marcatori | 90+3’ (aut.) Padilla |

| Arbitro: | Martínez Munuera |

|                      |           |  |
| Lukebakio 50’ (rig.) | Marcatori |  |

| Arbitro: | De Burgos Bengoetxea |

|                                                         |           |            |
| Lewandowski 24’ (rig.), 39’ Pedri 28’ P. Torre 82’, 88’ | Marcatori | 87’ Idumbo |

| Arbitro: | Ortiz Arias |

|  |           |                    |
|  | Marcatori | 20’, 45’ Lukebakio |

| Arbitro: | Muñiz Ruiz |

|  |           |                               |
|  | Marcatori | 34’ Kubo 68’ (rig.) Oyarzabal |

| Arbitro: | Pulido Santana |

|                         |           |  |
| De la Fuente 82’ (rig.) | Marcatori |  |

| Arbitro: | Busquets Ferrer |

|         |           |  |
| Sow 27’ | Marcatori |  |

| Arbitro: | Martínez Munuera |

|               |           |             |
| Lukebakio 72’ | Marcatori | 69’ Budimir |

| Arbitro: | Alberola Rojas |

|                                           |           |                                        |
| De Paul 10’ Griezmann 62’, 90+4’ Lino 79’ | Marcatori | 12’ Lukebakio 32’ I. Romero 57’ Juanlu |

| Arbitro: | Gil Manzano |

|           |           |  |
| Bueno 65’ | Marcatori |  |

| Arbitro: | De Mera Escuderos |

|                                              |           |                             |
| Mbappé 10’ Valverde 20’ Rodrygo 34’ Díaz 53’ | Marcatori | 35’ I. Romero 85’ Lukebakio |

| Arbitro: | Hernández Maeso |

|               |           |           |
| Pedrosa 90+3’ | Marcatori | 61’ Rioja |

#### Girone di ritorno
| Arbitro: | Martínez Munuera |

|           |           |                        |
| Arnau 36’ | Marcatori | 59’ Saúl 88’ Lukebakio |

| Arbitro: | Cordero Vega |

|          |           |              |
| Badé 61’ | Marcatori | 15’ Kumbulla |

| Getafe 1º febbraio 2025, ore 14:00 CET 22ª giornata | Getafe               | 0 – 0 referto | Siviglia | Coliseum Alfonso Pérez (11 730 spett.)\| Arbitro: \| De Burgos Bengoetxea \| |
| Arbitro:                                            | De Burgos Bengoetxea |               |          |                                                                              |

| Arbitro: | Hernández Hernández |

|           |           |                                                        |
| Vargas 8’ | Marcatori | 7’ Lewandowski 46’ F. López 55’ Raphinha 89’ E. García |

| Arbitro: | Alberola Rojas |

|  |           |                                              |
|  | Marcatori | 5’, 67’ Juanlu 45+1’ I. Romero 84’ Lukebakio |

| Arbitro: | Muñiz Ruiz |

|                |           |               |
| K. Salas 45+2’ | Marcatori | 90+1’ Valjent |

| Arbitro: | González Fuertes |

|           |           |               |
| Rațiu 55’ | Marcatori | 81’ Lukebakio |

| Arbitro: | García Verdura |

|  |           |           |
|  | Marcatori | 46’ Ejuke |

| Arbitro: | Pulido Santana |

|  |           |                |
|  | Marcatori | 84’ Y. Álvarez |

| Arbitro: | Busquets Ferrer |

|                            |           |               |
| Johnny 25’ Hernández 45+3’ | Marcatori | 17’ R. Vargas |

| Arbitro: | Soto Grado |

|           |           |                                     |
| Agoumé 7’ | Marcatori | 25’ (rig.) J. Álvarez 90+3’ Barrios |

| Arbitro: | Sánchez Martínez |

|              |           |  |
| Guerra 45+4’ | Marcatori |  |

| Arbitro: | Ortiz Arias |

|           |           |                   |
| Peque 12’ | Marcatori | 45+2’ Kike García |

| Arbitro: | Cordero Vega |

|                  |           |  |
| Rubén García 25’ | Marcatori |  |

| Arbitro: | Hernández Hernández |

|                              |           |                             |
| Kike Salas 21’ I. Romero 70’ | Marcatori | 7’ Munir 73’ Javi Hernández |

| Arbitro: | González Fuertes |

|                                              |           |                                      |
| Moriba 19’ Mingueza 65’ Borja Iglesias 90+1’ | Marcatori | 45+8’ (rig.) Gudelj 90+8’ Kike Salas |

| Arbitro: | Martínez Munuera |

|             |           |  |
| Pascual 52’ | Marcatori |  |

| Arbitro: | Busquets Ferrer |

|  |           |                           |
|  | Marcatori | 75’ Mbappé 87’ Bellingham |

| Arbitro: | Alberola Rojas |

|                                 |           |                         |
| Pino 4’ Gueye 8’, 53’ Baena 53’ | Marcatori | 29’ Sow 85’ R. Martínez |

### Coppa del Re
| Arbitro: | González Fuertes |

|  |           |                                         |
|  | Marcatori | 40’ (aut.) L. Méndez 61’, 79’ Iheanacho |

| Arbitro: | Cuadra Fernández |

|                |           |                                             |
| O. Ayala 90+2’ | Marcatori | 22’ (rig.) Montiel 48’ Juanlu 73’ Iheanacho |

| Arbitro: | Busquets Ferrer |

|                                                  |           |              |
| Milovanović 49’ L. Suárez 54’, 78’, 90+6’ (rig.) | Marcatori | 5’ I. Romero |

## Statistiche finali

### Statistiche di squadra
| Competizione     | Punti | In casa | In casa | In casa | In casa | In casa | In casa | In trasferta | In trasferta | In trasferta | In trasferta | In trasferta | In trasferta | Totale | Totale | Totale | Totale | Totale | Totale | DR  |
| Competizione     | Punti | G       | V       | N       | P       | Gf      | Gs      | G            | V            | N            | P            | Gf           | Gs           | G      | V      | N      | P      | Gf     | Gs     | DR  |
| ---------------- | ----- | ------- | ------- | ------- | ------- | ------- | ------- | ------------ | ------------ | ------------ | ------------ | ------------ | ------------ | ------ | ------ | ------ | ------ | ------ | ------ | --- |
| Primera División | 41    | 19      | 6       | 6       | 7       | 17      | 23      | 19           | 4            | 5            | 10           | 25           | 32           | 38     | 10     | 11     | 17     | 42     | 55     | -13 |
| Coppa del Re     | -     |         |         |         |         |         |         | 3            | 2            | 0            | 1            | 7            | 5            | 3      | 2      | 0      | 1      | 7      | 5      | +2  |
| Totale           | -     | 19      | 6       | 6       | 7       | 17      | 23      | 22           | 6            | 5            | 11           | 32           | 37           | 41     | 12     | 11     | 18     | 49     | 60     | -11 |

### Andamento in campionato
| Giornata  | 1 | 2  | 3  | 4  | 5  | 6  | 7  | 8  | 9  | 10 | 11 | 12 | 13 | 14 | 15 | 16 | 17 | 18 | 19 | 20 | 21 | 22 | 23 | 24 | 25 | 26 | 27 | 28 | 29 | 30 | 31 | 32 | 33 | 34 | 35 | 36 | 37 | 38 |
| --------- | - | -- | -- | -- | -- | -- | -- | -- | -- | -- | -- | -- | -- | -- | -- | -- | -- | -- | -- | -- | -- | -- | -- | -- | -- | -- | -- | -- | -- | -- | -- | -- | -- | -- | -- | -- | -- | -- |
| Luogo     | T | C  | T  | C  | C  | T  | C  | T  | C  | T  | T  | C  | T  | C  | C  | T  | C  | T  | C  | T  | C  | T  | C  | T  | C  | T  | T  | C  | T  | C  | T  | C  | T  | C  | T  | C  | C  | T  |
| Risultato | N | P  | N  | P  | V  | P  | V  | N  | V  | P  | V  | P  | P  | V  | N  | P  | V  | P  | N  | V  | N  | N  | P  | V  | N  | N  | V  | P  | P  | P  | P  | N  | P  | N  | P  | V  | P  | P  |
| Posizione | 6 | 13 | 16 | 19 | 14 | 15 | 13 | 13 | 12 | 13 | 11 | 13 | 13 | 12 | 11 | 13 | 11 | 14 | 13 | 11 | 12 | 12 | 13 | 12 | 11 | 12 | 10 | 11 | 12 | 12 | 14 | 15 | 15 | 16 | 16 | 14 | 16 | 17 |

### Statistiche dei giocatori
Sono in corsivo i calciatori che hanno lasciato la società a stagione in corso.
| Giocatore        | Liga     | Liga | Liga        | Liga       | Coppa del Re | Coppa del Re | Coppa del Re | Coppa del Re | Totale   | Totale | Totale      | Totale     |
| Giocatore        | Presenze | Reti | Ammonizioni | Espulsioni | Presenze     | Reti         | Ammonizioni  | Espulsioni   | Presenze | Reti   | Ammonizioni | Espulsioni |
| ---------------- | -------- | ---- | ----------- | ---------- | ------------ | ------------ | ------------ | ------------ | -------- | ------ | ----------- | ---------- |
| A. Adams         | 4        | 0    | 0           | 0          | 0            | 0            | 0            | 0            | 4        | 0      | 0           | 0          |
| L. Antonetti     | 2        | 0    | 0           | 0          | 0            | 0            | 0            | 0            | 2        | 0      | 0           | 0          |
| L. Agoumé        | 35       | 1    | 5           | 1          | 2            | 0            | 0            | 0            | 37       | 1      | 5           | 1          |
| L. Badé          | 32       | 1    | 6           | 1          | 1            | 0            | 1            | 0            | 33       | 1      | 7           | 1          |
| V. Barco         | 7        | 0    | 0           | 0          | 2            | 0            | 1            | 0            | 9        | 0      | 1           | 0          |
| D. Benavides     | 1        | 0    | 1           | 0          | 0            | 0            | 0            | 0            | 1        | 0      | 1           | 0          |
| M. Bueno         | 9        | 1    | 0           | 0          | 1            | 0            | 0            | 0            | 10       | 1      | 0           | 0          |
| J. Carmona       | 35       | 0    | 11          | 0          | 1            | 0            | 0            | 0            | 36       | 0      | 11          | 0          |
| A. Castrín       | 0        | 0    | 0           | 0          | 1            | 0            | 0            | 0            | 1        | 0      | 0           | 0          |
| A. Collado       | 0        | 0    | 0           | 0          | 1            | 0            | 0            | 0            | 1        | 0      | 0           | 0          |
| I. Domínguez     | 1        | 0    | 0           | 0          | 1            | 0            | 0            | 0            | 2        | 0      | 0           | 0          |
| C. Ejuke         | 25       | 2    | 0           | 0          | 0            | 0            | 0            | 0            | 25       | 2      | 0           | 0          |
| Á. Fernández     | 9        | -16  | 2           | 0          | 2            | -1           | 0            | 0            | 11       | -17    | 2           | 0          |
| N. Gudelj        | 31       | 1    | 6           | 0          | 0            | 0            | 0            | 0            | 31       | 1      | 6           | 0          |
| D. Hormigo       | 1        | 0    | 0           | 0          | 0            | 0            | 0            | 0            | 1        | 0      | 0           | 0          |
| S. Idumbo        | 14       | 1    | 0           | 0          | 3            | 0            | 0            | 0            | 17       | 1      | 0           | 0          |
| K. Iheanacho     | 9        | 0    | 0           | 0          | 2            | 3            | 0            | 0            | 11       | 3      | 0           | 0          |
| Juanlu           | 32       | 4    | 6           | 1          | 3            | 1            | 0            | 0            | 35       | 5      | 6           | 1          |
| E. Lamela        | 0        | 0    | 0           | 0          | 0            | 0            | 0            | 0            | 0        | 0      | 0           | 0          |
| D. Lukebakio     | 38       | 10   | 3           | 1          | 1            | 0            | 0            | 0            | 39       | 10     | 3           | 1          |
| Marcão           | 12       | 0    | 6           | 1          | 3            | 0            | 1            | 0            | 15       | 0      | 7           | 1          |
| R. Martínez      | 5        | 1    | 0           | 0          | 1            | 0            | 0            | 0            | 6        | 1      | 0           | 0          |
| M. Mejía         | 1        | 0    | 0           | 0          | 0            | 0            | 0            | 0            | 1        | 0      | 0           | 0          |
| G. Montiel       | 6        | 0    | 1           | 0          | 3            | 1            | 1            | 0            | 9        | 1      | 2           | 0          |
| J. Navas         | 15       | 1    | 0           | 0          | 1            | 0            | 0            | 0            | 16       | 1      | 0           | 0          |
| T. Nianzou       | 6        | 0    | 3           | 1          | 0            | 0            | 0            | 0            | 6        | 0      | 3           | 1          |
| Ø. Nyland        | 30       | -38  | 2           | 0          | 1            | -4           | 0            | 0            | 31       | -42    | 2           | 0          |
| L. Ocampos       | 2        | 0    | 0           | 0          | 0            | 0            | 0            | 0            | 2        | 0      | 0           | 0          |
| P. Ortiz         | 0        | 0    | 0           | 0          | 2            | 0            | 0            | 0            | 2        | 0      | 0           | 0          |
| Á. Pascual       | 7        | 1    | 0           | 0          | 1            | 0            | 0            | 0            | 8        | 1      | 0           | 0          |
| A. Pedrosa       | 31       | 1    | 7           | 0          | 3            | 0            | 0            | 0            | 34       | 1      | 7           | 0          |
| Peque            | 25       | 1    | 2           | 0          | 3            | 0            | 0            | 0            | 28       | 1      | 2           | 0          |
| I. Romero        | 31       | 4    | 9           | 1          | 1            | 1            | 0            | 0            | 32       | 5      | 9           | 1          |
| K. Salas         | 31       | 3    | 6           | 0          | 2            | 0            | 0            | 0            | 33       | 3      | 6           | 0          |
| Saúl             | 24       | 1    | 8           | 1          | 2            | 0            | 0            | 0            | 26       | 1      | 8           | 1          |
| A. Sambi Lokonga | 22       | 0    | 3           | 0          | 1            | 0            | 0            | 0            | 23       | 0      | 3           | 0          |
| B. Soumaré       | 0        | 0    | 0           | 0          | 0            | 0            | 0            | 0            | 0        | 0      | 0           | 0          |
| D. Sow           | 30       | 2    | 5           | 0          | 2            | 0            | 0            | 0            | 32       | 2      | 5           | 0          |
| Suso             | 15       | 0    | 3           | 0          | 1            | 0            | 1            | 0            | 16       | 0      | 4           | 0          |
| R. Vargas        | 11       | 2    | 0           | 0          | 0            | 0            | 0            | 0            | 11       | 2      | 0           | 0          |